# Бутут

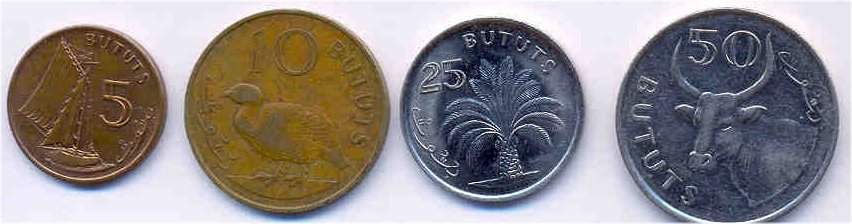
Монеты в 5, 10, 25 и 50 бутутов

Бутут (англ. butut) — разменная денежная единица в Гамбии, равняется 1⁄100 даласи. Чеканка монет началась 1 июля 1971 года. В обращении находятся монеты достоинством в 1, 5, 10, 25 и 50 бутутов.
На аверсе монет 1971—1985 годов помещался портрет первого президента Гамбии Джавара. С 1998 года на аверсе монет — герб Гамбии.
| Изображение | Номинал    | Диаметр (мм) | Толщина (мм) | Масса (г)            | Материал             | Годы выпуска |
| ----------- | ---------- | ------------ | ------------ | -------------------- | -------------------- | ------------ |
|             | 1 бутут    | 17,5         | 1,2          | 1,55                 | сталь, плак. медью   | 1998         |
|             | 5 бутутов  | 20,4         | 1,6          | 3,2                  | сталь, плак. медью   | 1998         |
|             | 10 бутутов | 26           | 1,5          | 5,6                  | сталь, плак. латунью | 1998         |
|             | 25 бутутов | 24           | 1,55         | 5                    | медь+никель          | 1998         |
| 23,6        | 25 бутутов | 4,9          | 1,55         | сталь, плак. никелем | 2014                 |              |
|             | 50 бутутов | 28,5         | н/д          | 9,9                  | медь+никель          | 1998         |
| 2,2         | 50 бутутов | 28,5         | 10           | сталь, плак. никелем | 2008 2011 2014 2016  |              |